# Sumethee Khokpho
Sumethee Khokpho (thailändisch สุเมธี โคกโพธิ์, * 5. November 1998 in Udon Thani) ist ein deutsch-thailändischer Fußballspieler.

## Karriere
Sumethee Khokpho erlernte das Fußballspielen in Deutschland in den Jugendmannschaften vom Polizei SV Düsseldorf und Fortuna Düsseldorf. Mit der U17 von Fortuna spielte er 19-mal in der B-Junioren-Bundesliga. In der A-Junioren-Bundesliga stand er 25-mal für die Fortuna im Tor. Am 1. Juli 2017 kam er in die zweite Mannschaft von Fortuna. Noch vor Saisonstart wechselte er am 20. Juli 2017 nach Thailand. Hier schloss er sich dem Erstligisten Bangkok United an. Der Verein aus der Hauptstadt Bangkok spielte in der ersten Liga, der Thai League. Sein einziges Spiel für Bangkok absolvierte er 2018 im Thai League Cup. Hier stand er in der ersten Runde am 13. Juni 2018 gegen den Samut Sakhon FC im Tor. Bangkok United gewann das Spiel mit 5:0. Zur Saison 2020/21 wechselte er nach Ratchaburi zum Ligakonkurrenten Ratchaburi Mitr Phol. Auch hier kam er in der ersten Liga nicht zum Einsatz. Am 1. August 2021 wechselte er in die zweite Liga, wo er sich dem Chainat Hornbill FC aus Chainat anschloss. Sein Zweitligadebüt gab Sumethee Khokpho am 3. Oktober 2021 (6. Spieltag) im Auswärtsspiel gegen den Kasetsart FC. Hier stand er in der Startelf und spielte die kompletten 90 Minuten. Chainat gewann das Spiel mit 4:0. Für Hornbill stand er insgesamt 19-mal zwischen den Pfosten. Im Juli 2022 verpflichtete ihn der ebenfalls in der zweiten Liga spielende Customs United FC. Mit dem Verein aus Samut Prakan wurde man am Ende der Saison 2022/23 Tabellendritter und qualifizierte sich somit für die Aufstiegsspiele zur ersten Liga. Hier musste man sich jedoch im Finale gegen dem Uthai Thani FC geschlagen geben. Nach 37 Zweitligaspielen für die Customs wechselte er im Juli 2023 zum Erstligisten Port FC. Dort kam Khokpho in seiner ersten Spielzeit auf fünf Ligaeinsätze sowie eine Partie im League-Cup. Am 25. Oktober 2024 verlieh ihn der Verein dann an den Zweitligisten Trat FC. Nach zwei Ligaspielen kehrte er Anfang November 2024 zum Port FC zurück.